# Hamza bég mecset
A Hamza bég mecset Sanski Most legnagyobb mecsete és Bosznia-Hercegovina egyetlen mecsete négy minarettel.

## Története
A mecset 1557-ben épült Hamza bég török tisztviselő kezdeményezésére és alapítására, akiről a neve is származik. Az 1557-es dátum szerepel a szakirodalomban, de elképzelhető, hogy az objektum valamivel régebbi.
 A története során többször megsérült, először az 1693-1696-os osztrák-török háborúban, amikor az osztrák szolgálatban álló horvát csapatok Sanski Most egész városát elpusztították. Ezen események után a mecsetet 1705-ben újjáépítették, majd az épület az első és a második világháború során elpusztult, és ezután csak 1984-ben építették újjá.

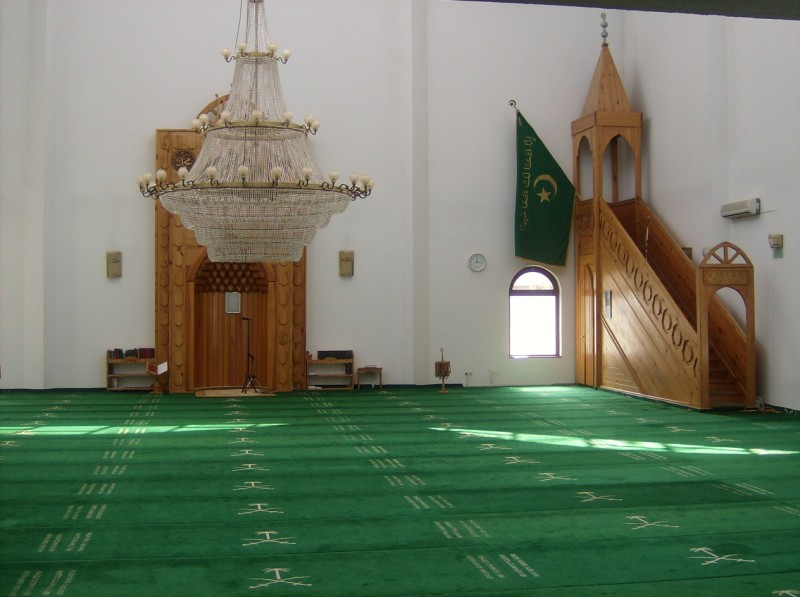
A mecset belseje

1992. június 27-én a mecsetet a boszniai háború alatt a szerb-montenegrói csapatok lerombolták. Újjáépítése 1997 júliusában kezdődött, majd 2000. augusztus 6-án került sor az újjáépített szakrális épület ünnepélyes megnyitására. A mecset újjáépítését a helyi muzulmán közösség és a diaszpóra híveinek adományaiból, valamint az egyik szaúdi humanitárius szervezet pénzéből finanszírozták.
A mecset szomszédságában van egy muszlim temető, ahol a legrégebbi sírkövek 1751–1752 körüliek.
A mecsetet a Bosznia-Hercegovina Nemzeti Műemlékek Megőrzésével Foglalkozó Bizottság határozatával felvették Bosznia-Hercegovina nemzeti műemlékeinek ideiglenes listájára.

## A Hamza bég mecset imámjai
| Imám                                                | Év        |
| --------------------------------------------------- | --------- |
| Husein ef. Vajzović                                 | 1869      |
| Ahmed ef. Bilajbegović                              | 1926–1938 |
| Ali ef. Muratović                                   | 1938–1946 |
| Adil ef. Džaferagić                                 | 1946–1974 |
| prof. Mustafa ef. Sušić                             | 1974–1989 |
| Derviš ef. Dervišević                               | 1989–1992 |
| prof. Muharem ef. Botić                             | 1990–1992 |
| prof. Husein ef. Kovačević i prof. Mirsad ef. Sedić | 1995–     |

## Fordítás
- Ez a szócikk részben vagy egészben  a   Meczet Hamzy Bega című lengyel Wikipédia-szócikk ezen változatának fordításán alapul.  Az eredeti cikk szerkesztőit annak laptörténete sorolja fel. Ez a jelzés csupán a megfogalmazás eredetét és a szerzői jogokat jelzi, nem szolgál a cikkben szereplő információk forrásmegjelöléseként.